# Старопочаївський яр
Старопоча́ївський яр — геоморфологічне утворення, геологічна пам'ятка природи місцевого значення в Україні. Розташований у селі Старий Почаїв Кременецького району Тернопільської області, на лівому схилі річки Почаївка. 
Площа — 1,3 га. Оголошений об'єктом природно-заповідного фонду рішенням виконкому Тернопільської обласної ради № 131 від 14 березня 1977 року зі змінами, затвердженими рішенням Тернопільської обласної ради № 238 від 27 квітня 2001 року. Перебуває у віданні Старопочаївської сільради. 
Під охороною — відслонення верхньотортонських (міоцен) літотамнієвих вапняків із численними добре збереженими рештками морської фауни безхребетних. Під ними залягають нижньотортонські піски ясно-сірі, сірі, зеленувато-сірі, кварцові, дрібнозернисті з прошарками вуглистих глин і бурого вугілля, трапляються уламки дерев. Піски підстилає верхньокрейдовий мергель. Загальна потужність відкладів — 13 м. Відслонення має наукове значення.